# Born to Be Wild (filme)
Born to Be Wild (bra: Livres por Natureza) é um filme documentário lançado em 8 de abril de 2011 nos Estados Unidos, acerca dos orangotangos e elefantes órfãos. É narrado pelo famoso ator Morgan Freeman e tem a duração de 40 minutos.[carece de fontes?]